# Slant (Band)
Slant ist eine US-amerikanische Metal-Band, die 2001 gegründet wurde. Slant stand bei Gotham Records unter Vertrag und hat bislang drei Alben veröffentlicht.

## Biografie
Gegründet wurde Slant 2001 von den russischstämmigen Brüdern Iliya und Andrew Karpman sowie den beiden Amerikanern Fahim Zaman und Munir Haque. Die Band veröffentlichte 2005 ihr Debütalbum A Thin Line via Gotham Records. Eigenen Angaben zufolge erspielte sich die Band im Großraum San Diego bei den dort stationierten Marines einen guten Ruf als Live-Band, auch weil Iliya Karpman selber Marine war. Im März 2007 absolvierte die Band eine Tournee durch insgesamt sechs US-Militärbasen in Europa gemeinsam mit der Band von Gary Sinise, dem Darsteller des Lt. Dan Taylor in Forrest Gump. 2009 folgte das nächste Studioalbum Slant ebenfalls bei Gotham Records. Ca. 2012 verließen die Karpman-Brüder Slant, für sie kamen Schlagzeuger Jimmy Lee und Bassist Josh Chastain.
Im Jahr 2020 veröffentlichte Slant ein Musikvideo mit einem Cover des Songs With Or Without You von U2, mit dem sie am Finale der Cinegear Expo LA teilnahm. Das Cover ist auch auf der 2020 selbst veröffentlichten EP Qui Vivra Verra enthalten.

## Musik
Bandgründer Munir Haque nennt Bands der 1990er Jahre wie Tool, Nirvana und Deftones als musikalische Einflüsse.

## Diskografie

### EPs
- 2007: Demo Sessions EP (Gotham Records)
- 2020: Qui Vivra Verra (Selbstverlag)

### Alben
- 2005: A Thin Line (Gotham Records)
- 2009: Slant (Gotham Records)
- 2015: Hope Created (Selbstverlag)

## Belege
1. 1 2  Charlie Coon: Slant, Lt. Dan Band plan Europe base tour. In: stripes.com. 6. März 2007, abgerufen am 3. Februar 2025 (amerikanisches Englisch).
2. 1 2  Jordan Mohler: Unsigned Spotlight: Slant. In: Kill the Music Blog. 13. Juni 2017, abgerufen am 3. Februar 2025 (amerikanisches Englisch).
3. ↑  Film Series Finalists. In: cinegearexpo.com. Abgerufen am 3. Februar 2025 (amerikanisches Englisch).